# 大布里拉鄉
44°27′N 22°34′E / 44.450°N 22.567°E
大布里拉鄉（羅馬尼亞語：Comuna Burila Mare, Mehedinți），是羅馬尼亞的鄉份，位於該國西南部，由梅赫丁茨縣負責管轄，面積124平方公里，海拔高度47米，2007年人口2,218，人口密度每平方公里18人。